# Edward Douglas-Scott-Montagu
 (septembre 2017).
Si vous disposez d'ouvrages ou d'articles de référence ou si vous connaissez des sites web de qualité traitant du thème abordé ici, merci de compléter l'article en donnant les références utiles à sa vérifiabilité et en les liant à la section « Notes et références ».
Edward John Barrington Douglas-Scott-Montagu, né le 20 octobre 1926 et mort le 31 août 2015, est un homme politique britannique, membre du Parti conservateur.

## Biographie
Pair héréditaire, Montagu hérite du titre de baron de Beaulieu à l'âge de deux ans : la durée de sa pairie s'étend donc sur plus de 86 ans. Il devient célèbre pour avoir créé dans le Hampshire le musée automobile qui porte son nom ; mais il est également connu pour avoir marqué l'histoire de la cause homosexuelle en Grande-Bretagne en étant condamné à une peine de prison en 1954, malgré ses dénégations, pour avoir entretenu une relation sexuelle avec un autre homme. 
Lord Montagu publie en 2000 ses mémoires sous le titre Wheels Within Wheels.